# Endlicheria
Endlicheria es un género con 98 especies de plantas con flores perteneciente a la familia Lauraceae. Es originario de Sudamérica. 

## Taxonomía
El género fue descrito por Christian Gottfried Daniel Nees von Esenbeck y publicado en Linnaea  8: 37 en el año 1833.  La especie tipo es Endlicheria hirsuta (Schott) Nees.
Etimología
Endlicheria: nombre genérico que fue otorgado en honor del botánico austriaco Stephan Ladislaus Endlicher.

## Especies seleccionadas
- Endlicheria acuminata Kosterm.
- Endlicheria anomala (Nees) Mez
- Endlicheria arachnocome Chanderbali
- Endlicheria arenosa Chanderbali
- Endlicheria argentea Chanderbali